# Solen marginatus
Solen marginatus är en musselart. Solen marginatus ingår i släktet Solen och familjen Solenidae. Inga underarter finns listade i Catalogue of Life.

## Bildgalleri

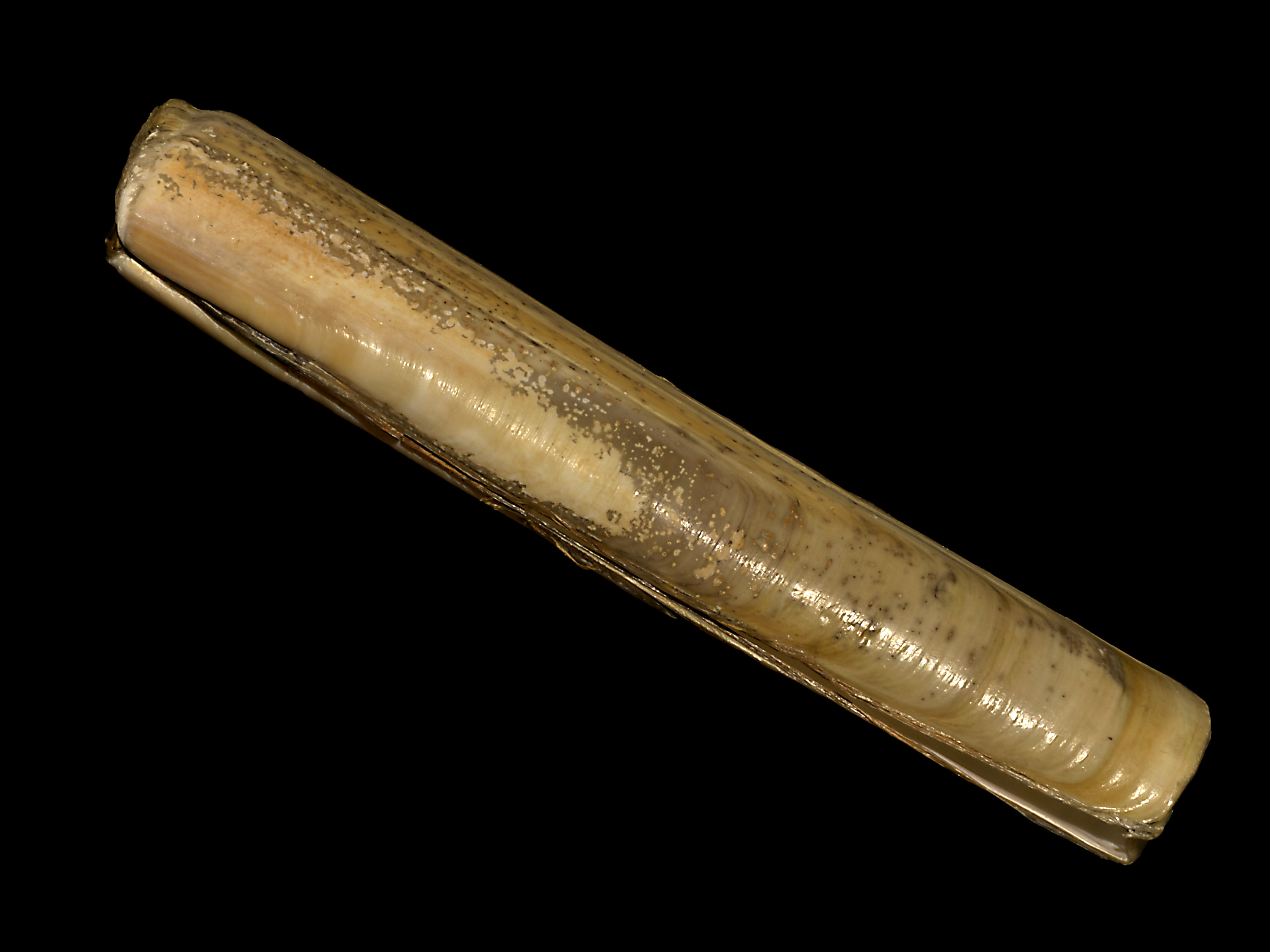